# چانگ ای ۲
چانگ ای ۲ (انگلیسی: Chang'e 2) چینی ساده شده: 嫦娥二号؛ چینی سنتی: 嫦娥二號؛ پینیین: Cháng'é èr hào) یک کاوشگر ماه بدون سرنشین چینی است که در ۱ اکتبر ۲۰۱۰ به سوی ماه پرتاب شد.[۲] این در ادامهٔ مأموریت کاوشگر ماه چانگ ای ۱ بود که در سال ۲۰۰۷ پرتاب شد. چانگ ای ۲ بخشی از مرحلهٔ اول برنامه اکتشاف ماه چین بود و تحقیقاتی را از مدار ماه از ارتفاع ۱۰۰ کیلومتر انجام داد. در آماده‌سازی برای فرود نرم دسامبر ۲۰۱۳ توسط فرودگر و مریخ‌نورد Chang'e 3. Chang'e 2 از نظر طراحی مشابه Chang'e 1 بود، اگرچه برخی از پیشرفت‌های فنی از جمله دوربین پیشرفته‌تر آنبورد را نشان داد. این کاوشگر مانند سلف خود، برگرفته از Chang'e، الهه ماه چینی باستان نامگذاری شده است.
این کاوشگر پس از تکمیل هدف اولیهٔ خود، مدار ماه را به سوی نقطه لاگرانژی زمین-خورشید L2 ترک کرد تا شبکهٔ ردیابی و کنترل چینی را آزمایش کند، که این بخش از ماموریت؛ پس از ناسا و ایسا، سازمان فضایی ملی چین را به سومین آژانس فضایی تبدیل کرد که از این نقطه بازدید کرده است. در ۲۵ اوت ۲۰۱۱ وارد مدار L2 شد و در سپتامبر ۲۰۱۱ شروع به انتقال داده‌ها از موقعیت جدید خود کرد. In April 2012, Chang'e 2 departed L2